# Gabriel Cualladó
 (février 2021).
Si vous disposez d'ouvrages ou d'articles de référence ou si vous connaissez des sites web de qualité traitant du thème abordé ici, merci de compléter l'article en donnant les références utiles à sa vérifiabilité et en les liant à la section « Notes et références ».
Gabriel Cualladó (Massanassa, 30 mai 1925 - Madrid, 30 mai 2003) est un photographe espagnol du Groupe AFAL (es) et du mouvement du renouveau de la photographie espagnole  de la deuxième moitié du XXe siècle.

## Biographie

### Les débuts
Gabriel Cualladó grandit à Massanassa, dans la province de Valence, en Espagne. Adolescent, il étudie le soir et travaille dans les champs le jour. C'est seulement en 1941 qu'il entreprend un voyage à Madrid pour travailler dans l'entreprise de transport de son oncle Alfonso. Une entreprise qu’il vient à diriger en 1949.
Il réalise ses premières photographies en 1951 pour immortaliser la naissance de son fils. Dès lors, son intérêt pour la photographie ne fait que grandir et il décide de s’y former en autodidacte, s'imprégnant de magazines tels que Popular Photography, Camera, Vogue, Aperture et Photographic Art. En 1955, il achète un appareil photo Retina, mais le remplace rapidement par un Rolleiflex.

### Groupe AFAL et premières expositions

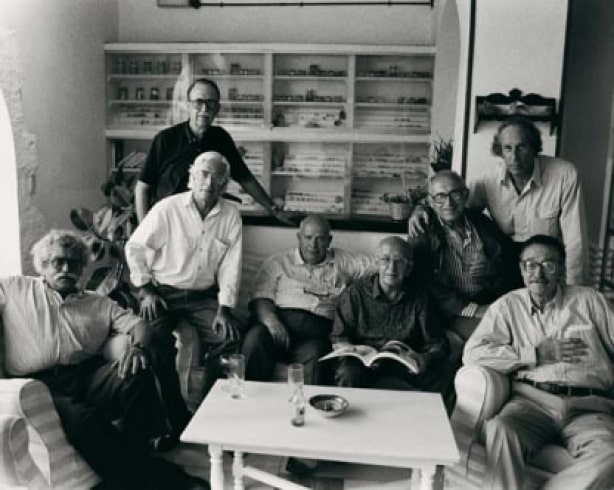
Groupe AFAL, photographes espagnols de la seconde moitié du XXe siècle.

En 1956, il rejoint la Société photographique royale et, un an plus tard, le Groupe AFAL (es).
En 1957, il organise ce qui est considéré aujourd’hui comme étant la première exposition du mouvement du renouveau de la photographie espagnole, dans la salle de la Bibliothèque d'Avril, avec Paco Gómez Martínez (es), Rafael Romero et José Aguilar.(es) « Académie royale d'histoire Espagne », sur dbe.rah.es, 2021 (consulté le 17 mars 2021)
En 1958, il rencontre les photographes Leonardo_Cantero (es), Paco Gómez Martínez, Gerardo Vielba (es), Ramón Masats et Francisco Ontañón (es). Il forme alors avec eux le groupe La Palangana, dans un premier temps, puis ce qui sera appelé l’École de Madrid (es).

### Reconnaissance internationale

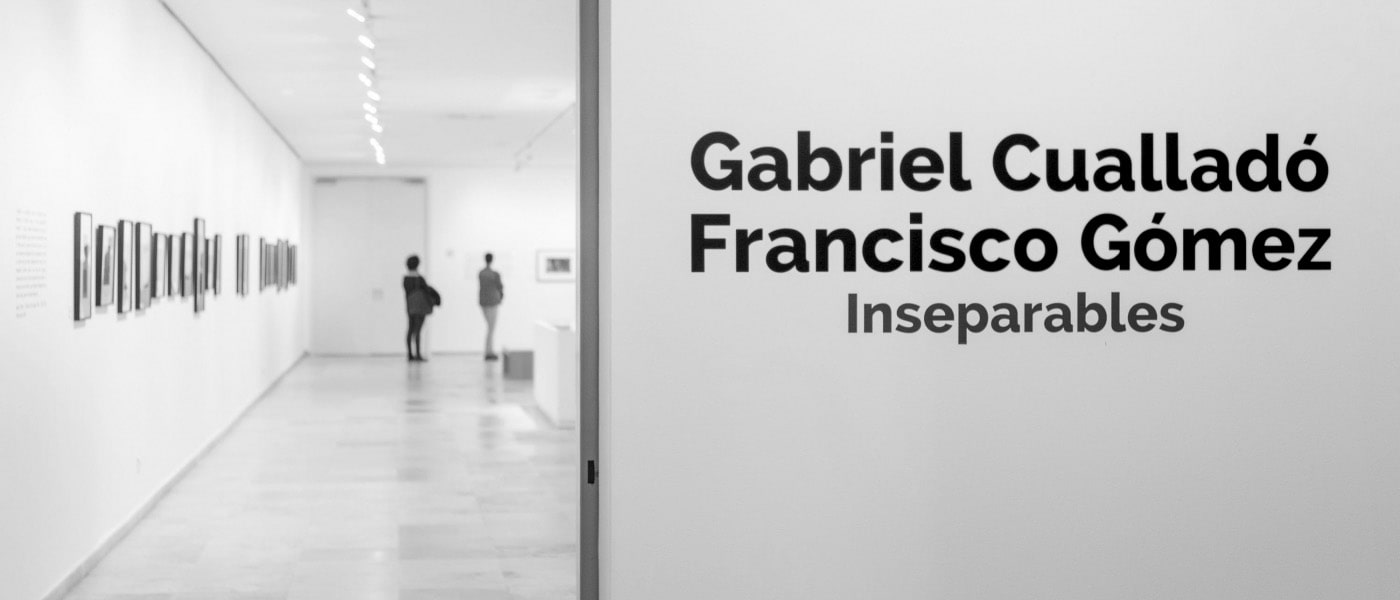
Exposition rétrospective de l'œuvre de Gabriel Cualladó et Francisco Gomez à Fotocolectania.

Un an plus tard, le magazine américain Popular Photography lui décerne un prix[réf. souhaitée]. Cette récompense lui vaut une reconnaissance plus internationale et il commence à exposer dans des pays européens comme la France et l'Italie.
En 1985, le Musée des Beaux-Arts de Bilbao et le Musée d'Art Contemporain Espagnol (le MEAC, maintenant connu sous le nom de Musée national centre d'art Reina Sofía) organisent tous deux des rétrospectives de son œuvre, qui marquent sa consécration comme grand photographe espagnol de la deuxième moitié du XXe siècle.
En 1989, l'Institut valencien d'art moderne organise une nouvelle exposition de son travail. En 1992, il reçoit le Prix ICI de la photographie européenne organisé par le National Media Museum (Bradford, Royaume-Uni). En 1994, il reçoit le prix national de la photographie pour sa première édition, consolidant ainsi sa consécration.

### Héritage
Gabriel Cualladó meurt en 2003, laissant derrière lui un héritage durable, et, dans certaines de ses images, le reflet d'une Europe d'après-guerre poignante. Au début du XXIe siècle, plusieurs expositions sont organisées pour rendre hommage à son œuvre. De l'Institut valencien d'art moderne en 2003 et en 2005 (salle ASTROC), à la grande exposition « Cualladó Esencial » présentée par la Communauté de Madrid (Sala Canal) en 2018 ainsi qu'à La Pedrera (Barcelone) en 2019.

## Expositions
Il a réalisé de nombreuses expositions en Espagne ainsi qu’à l’international telles que:
- Salle des portraits à la Bibliothèque nationale de Paris (BnF), France 1961.
- El Rastro, Royal Photographic Society, Madrid, Espagne 1981
- Visor Center Fotografic, Valence, Espagne 1982
- Photographes espagnols contemporains, Université de l'Ohio, États-Unis, 1983
- La Photographie Créative, Pavillon des Arts, Paris, France, 1984
- Musée Espagnol d'Art Contemporain, Madrid, Espagne, 1985
- Institut Valencien d'Art Moderne (IVAM), Espagne, 1989

## Publications

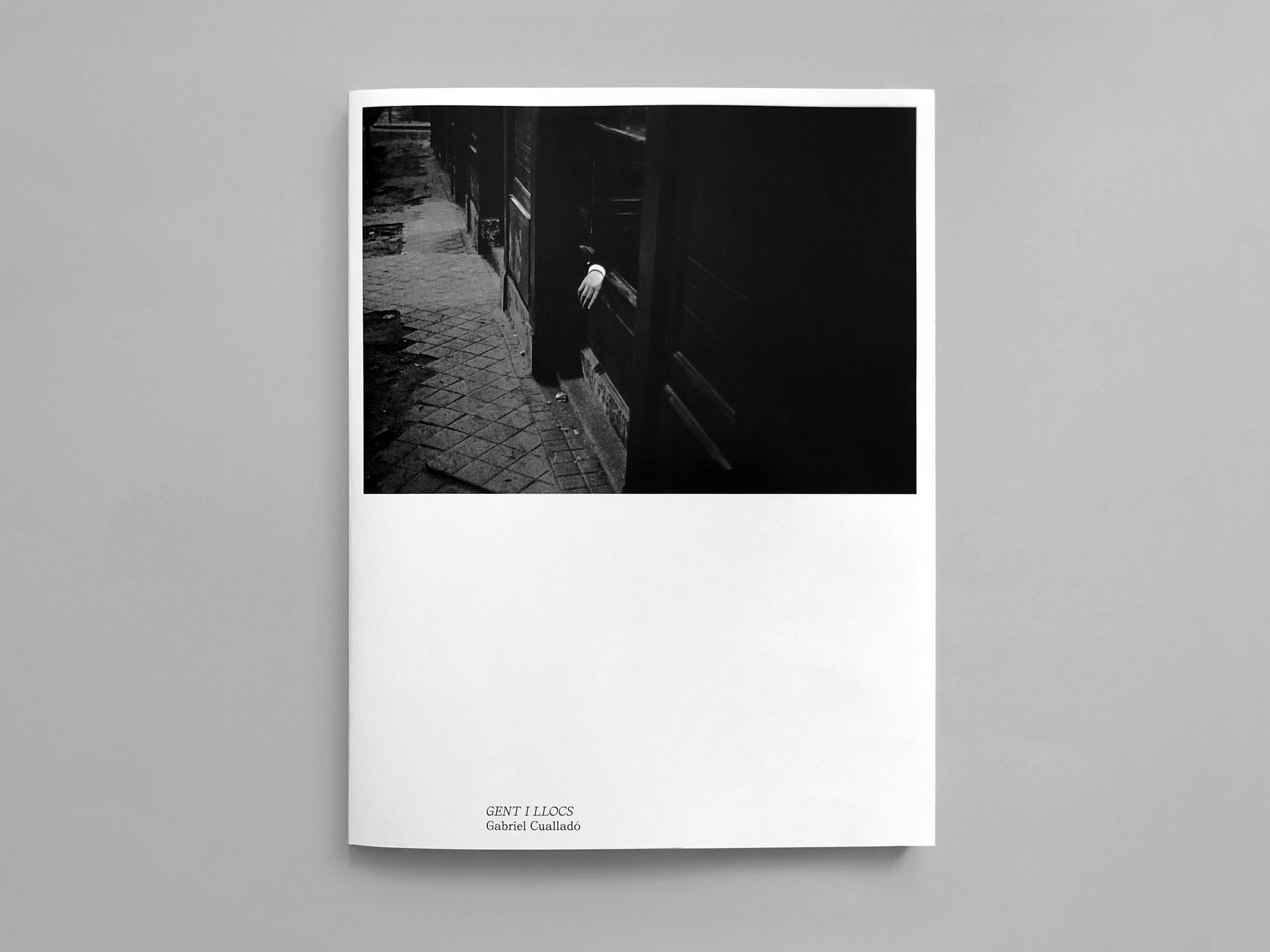
Couverture de l'ouvrage Gent i llocs.

- (es) L'Albufera Visio Tangencial, Generalitat Valenciana, IVAM, 1985.
- (en) Cuallado Points of View October 19, 1995 - January 14, 1996, Madrid Thyssen-Bornemisza, 1995.
- (en) Gabiel Cualladó. Daily Images 1956-1995, Ministry of Culture, 1996.
- (es) PhotoBolsillo - Gabriel Cuallado, La Fábrica, 1999.
- (es) Homenaje a Gabriel Cuallado, Generalitat Valenciana, IVAM, 2003.
- (es) VV. AA., La Palangana, 2014.
- (fr) Une Collection, Actes Sud, Maison Européenne de la Photographie, 2015.
- (en) Spanish Photography Essentials - 17 Gabriel Cualladó, La Fábrica, 2017.
- (es) Cualladó Esencial, Comunidad de Madrid, 2019.
- (es) Gent i llocs: Gabriel Cualladó en la collecció de l'IVAM, Álvaro De los Ángeles Rodríguez, 2019.

## Prix et distinctions
- 1961 : Trophée espagnol de photographie Luis Navarro de La Vanguardia
- 1961 : Médaille d'or du Musée Fodor d'Amsterdam
- 1984 : Prix décerné à la salle des portraits de la Bibliothèque nationale de France, à Paris
- 1992 : Trophée ICI de la photographie européenne accordé par le National Media Museum (Bradford, Royaume-Uni)
- 1994 : Prix national de la photographie espagnole (première édition du prix)
- 1997 : Médaille d'or du Círculo de Bellas Artes de Madrid[5]
- 2002 : Le gouvernement de Valence lui décerne le Trophée Alfons Roig

## Collections
Espagne
- Fundación Foto Colectania, Barcelone
- Musée des Beaux-Arts de Bilbao
- Musée national centre d'art Reina Sofía, Madrid
- Fondation Telefónica, Madrid
- Académie royale des beaux-arts Saint-Ferdinand, Madrid
- Centre andalou d'art contemporain (CAAC), Séville
- Institut valencien d'art moderne (IVAM)[6]

États-Unis
- Center for Creative Photography, Tucson

France
- Institut d'art contemporain de Villeurbanne
- Maison européenne de la photographie, Paris
- Bibliothèque nationale de France, Paris